# Ralf Hildenbeutel
Ralf Hildenbeutel (Frankfurt am Main, Hessen, 1969), is een Duitse producer en muzikant die in de jaren negentig vooral op het gebied van trance en actief is. Later beweegt hij zich meer richting filmmuziek en Ambient. Zijn grootste succes is het project Cygnus X, dat hij met Matthias Hoffmann produceerde en waarmee de hit Superstring voortbracht. Ook produceerde hij mee aan de albums van Sven Väth en was bij diverse andere projecten betrokken. Later ontwikkelt hij zich als producer voor andere artiesten en voor filmmuziek.

## Tranceproducer
Ralf Hildenbeutel is opgeleid als klassiek muzikant, maar al in zijn jeugd heeft hij een zwak voor elektronische muziek. Na zijn studie vindt hij werk als studiomuzikant nadat hij wordt ontdekt door Matthias Hoffmann. Zo is hij betrokken bij het project Dreams Of Amadeus van Jürgen Fritz, dat synthesizerversies maakt van oude composities van Mozart.
Hij raakt rond 1991 echter betrokken bij de opkomende trancescene van Frankfurt am Main. Hij wordt, op voordracht van wederom Hoffmann, daar een van de belangrijkste producers achter het Eye Q Records-label van Sven Väth. Hij wordt daarbij diens belangrijkste productiepartner. Samen startten ze het project Barbarella, waarvan het album The Art Of Dance (1992) verscheen. Het project is een eerbetoon aan de film Barbarella met Jane Fonda. Samen maakten ze ook de hit Summerbreeze (1993) van het gelijknamige project. Achter de schermen was Hildenbeutel ook een belangrijke kracht achter de Sven Väth-albums Accident In Paradise (1993), The Harlequin - The Robot And The Ballet-Dancer (1994) en Fusion (1998).
Daarnaast is Hildenbeutel nog bij diverse overige projecten betrokken. Met Maik Maurice maakte hij de single Schneller Pfeil (1993) als Curare. In 1991 start hij met Hoffmann en Steffen Britzke het project Odyssee Of Noises, waarvan Firedance (1994) het goed doet. Met Hoffman produceert hij ook de eerste single van het project Cygnus X., dat pas veel later bekend zal worden. De plaat Superstring uit 1993, zal in 2000 uitgroeien tot een grote hit door een remix van Rank 1. Bij de latere Cygnus X. producties is Hildenbeutel niet meer betrokken op de single Turn Around na. Zijn eigen project is Earth Nation, dat hij met gitarist Marcus Deml opzet en waar ook een liveact omheen wordt gebouwd. Earth nation staat in 1994 ook op het Montreux Jazz Festival. Onder zijn eigen naam verschijnen de albums Looking Beyond (1993)  en Hommage À Noir (1996) waarop hij een Ambient-geluid laat horen. Hommage À Noir hoort bij een gelijknamige film. Deze film wint ook enkele prijzen. Hij combineert dit geluid met zang op het album Tollmannhildenbeutel, dat hij met zanger Gottfried Tollmann opneemt.

## Latere projecten
Als in 1997 Sven Väth zijn activiteiten naar Berlijn verplaatst, blijft Hildenbeutel in Frankfurt en bouwt hij zijn trance-activiteiten af. Niet veel later gaat Eye Q Records failliet. In 1999 stopt ook Earth Nation. Met de eveneens achtergebleven Britzke en Hoffmann richt hij in 1998 het project Schallbau op dat meer de kant van triphop uit gaat. Het trio produceert het album Schallbau's Point Zero Vol. 1 (1998). Het is niet bijzonder succesvol en meer albums verschijnen er niet. Wel produceert het trio voor andere artiesten zoals Laith Al-Deen, Simon Collins en de bijzonder succesvolle Yvonne Catterfeld. Ook maken ze in 2006 een nieuwe versie van (I'll never be) Maria Magdalena van Sandra. Ook maakt hij remixes voor Enigma. In 2008 wordt Schallbau weer ontbonden. Vanaf 2010 houdt Hildenbeutel zich vooral bezig met filmmuziek voor Duitse producties. In 2017 wint hij met de muziek voor de film Eine Villa mit Pinien (A Pine Tree Villa) op het filmfestival van Dresden. Hij wordt tevens ingehuurd om muziek te maken voor reclames, ook voor de Nederlandse markt. Zo maakt hij muziek voor spots van Nationale-Nederlanden en Eyewish. In 2018 is hij betrokken als co-producer bij de productie van het album Burn Slow van Chris Liebing.

## Discografie
Albums
- Millenium - Dreams Of Amadeus (1991)
- Barbarella - The Art Of Dance (1992)
- Looking Beyond (1993)
- Earth Nation - Thoughts In Past Future (1994)
- Earth Nation - Terra Incognita (1995)
- Hommage À Noir (1996)
- Tollmannhildenbeutel (ft. Gottfried Tollmann) (1996)
- Earth Nation - Live...(1996)
- Earth Nation - Amnesie (1998)
- Music From The Scape (2007)
- Lucy's Dream (2008)
- Wunderland (2010)
- Momentum (2013)
- Moods (2015)
- Afterword (2018)
- Something Evil Becomes Us (2020)

- Bibliothèque nationale de France: cb13983795z (data)
- Gemeinsame Normdatei: 134781570
- Library of Congress Control Number: n2015069945
- MusicBrainz: c4da7610-676e-4f4c-8d38-0c47a5fd2439
- Virtual International Authority File: 69125243